# Henri Villat
Henri René Pierre Villat (* 24. Dezember 1879 in Paris; † 19. März 1972) war ein französischer Angewandter Mathematiker, der sich mit theoretischer Strömungslehre befasste.
Er kam aus bescheidenen Verhältnissen und verlor mit sechs Jahren seinen Vater. Er ging in Caen zur Schule. 1899 begann er an der École normale supérieure zu studieren, wobei er sich auf theoretische Mechanik spezialisierte. Er lehrte nach seinem Abschluss an einem Gymnasium in Caen, wurde dann Maître des conférences in Montpellier. Er promovierte 1911 in Montpellier (Sur la résistance des fluides) bei Émile Picard (und Louis Brillouin) und befasste sich nicht nur mit Angewandter Mathematik, sondern auch mit griechischer Philologie (der Anthologia Palatina) und besuchte darin einen Kongress in Athen. 1919 wechselte er an die nunmehr französische Universität Straßburg und 1927 wurde er Professor für Hydrodynamik an der Sorbonne. Er wurde dort Direktor des Instituts für Mechanik und entwickelte sich eine enge Zusammenarbeit mit der vom französischen Luftfahrtministerium geförderten Aerodynamik-Forschung (die Albert Caquot ab 1929 koordinierte).
Er unterrichtete auch an der École d'Aéronautique und an der Écoles Normales Supérieures de Sèvres, einer Universität für Frauen, an der er nicht nur Mathematik, sondern auch Philosophie lehrte.
1932 wurde er Mitglied der Académie des sciences, deren Präsident er 1948 war. Die Académie royale des Sciences, des Lettres et des Beaux-Arts de Belgique nahm ihn 1951 als assoziiertes Mitglied auf.
1920 organisierte er den Internationalen Mathematikerkongress in Straßburg und er war bis zu seinem Tod Herausgeber des Journal de Mathématiques pures et appliquées, das er vor dem Niedergang rettete. Er gab auch das Memorial des Sciences Physique heraus (Gauthier-Villars, ab 1928). 1946 leitete er den 6. Internationalen Kongress für Mechanik in Paris.
Zu seinen Doktoranden zählen Jean Leray, Henri Cabannes und der Rumäne Caius Iacob.

## Schriften
- Leçons sur l’hydrodynamique, Gauthier-Villars 1929
- Méchanique des fluide, Gauthier-Villars 1930
- Leçons sur la théorie des tourbillons, Gauthier-Villars 1930 (Theorie der Wirbel)
- Leçons sur les fluides visqueux, Gauthier-Villars 1940